# Два Тигра
«Два тигра» — четвёртый приключенческий роман из серии Пираты Малайзии, созданный самым известным итальянским писателем приключенческой литературы Эмилио Сальгари. Издан в отдельном издании в 1904 году.

## Сюжет
Действие романа происходит в 1857 году в Британской Индии. Жизнь индуса Тремаль-Найка возвращается в мирное русло, но семейной идиллии помешали служители культа богини Кали — туги, которые похищают юную дочь Дарму. Верные друзья Тремаль-Найка — Сандокан, Камаммури, Янес де Гомера отправляются на помощь.

## Экранизации
- 1941 — «Два тигра» режиссёра Джорджо Симонелли. В роли Сандокана — Луиджи Павезе[1].